# Cristian Racovski
Cristian Rakovski (pe numele adevărat Krăstio Gheorghev Stancev, în bulgară: Кръстьо Раковски, în rusă: Христиан Георгиевич Раковский, transliterat: Hristian Gheorghevici Rakovski, n. 1 august S.N. 13 august 1873, Kotel, Bulgaria – d. 11 septembrie 1941, Oriol, Rusia) a fost un militant  socialist și apoi comunist bulgar, de profesie medic, stabilit în România și în Rusia, politician și diplomat sovietic. A activat ca socialist în Bulgaria, Elveția, Germania, Franța, Rusia și România, apoi în conducerea Cominternului. A deținut în trei rânduri  - în noiembrie 1918, în ianuarie-decembrie 1919, și apoi între anii 1920 - 1923 funcția de prim-ministru al Ucrainei sovietice.  S-a remarcat și ca ziarist și eseist. La bătrânețe, în URSS, Rakovski a căzut victimă „marii terori”  staliniste.

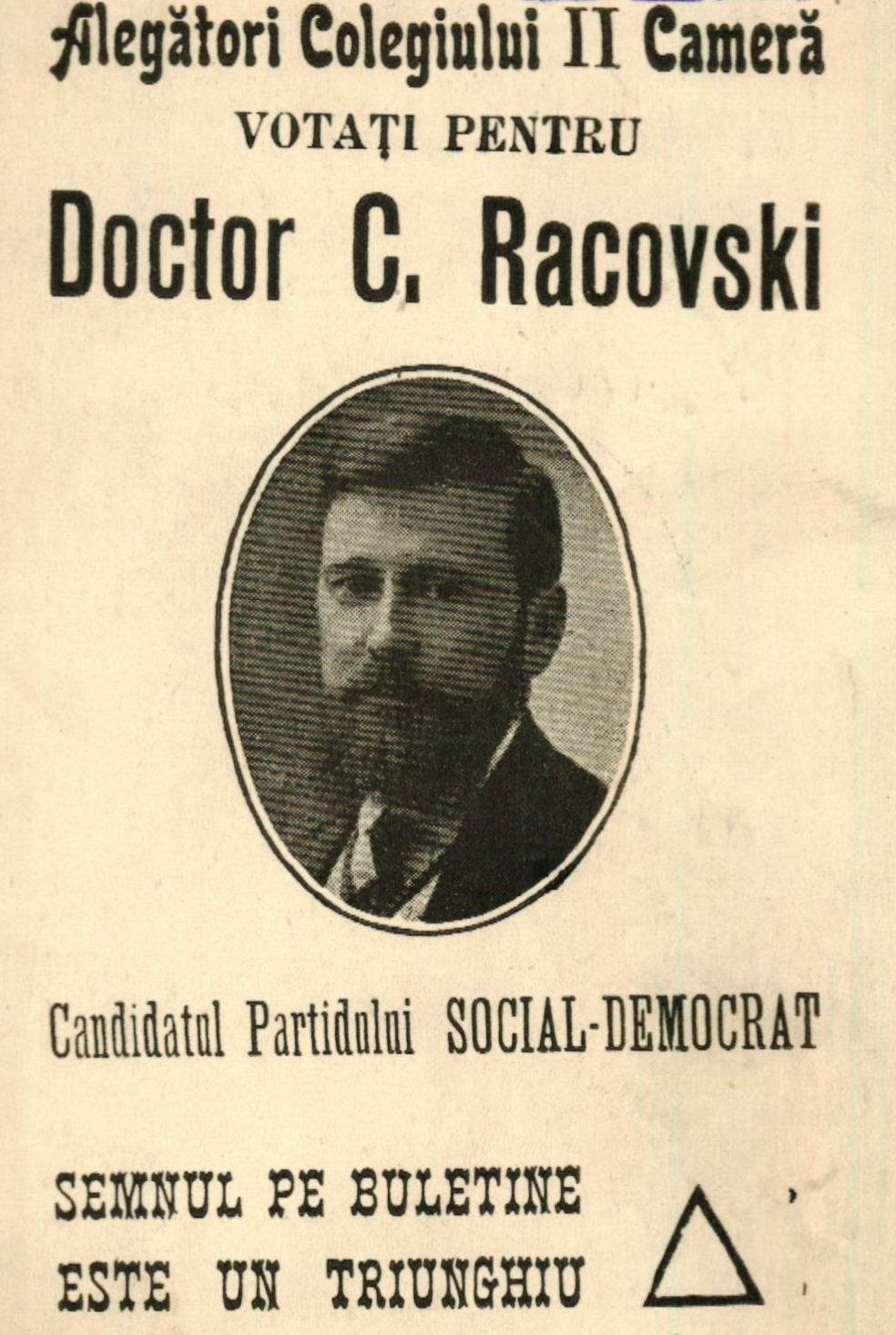
Reclamă electorală pentru Cristian Racovsky, în alegerile din 1916

## Familia și copilăria
În Enciclopedia Britanică, articolul Khristian Georgiyevich Rakovsky precizează că Rakovsky a fost un revoluționar bulgar, care a condus activități subversive în România, înainte de a deveni membru al Partidului Bolșevic, și o figură politică importantă în Rusia și Ucraina Sovietică.
S-a născut la 1 august 1873 ca Krăstio Stancev, în localitatea Kotel (potrivit unor surse în comuna Gradeț, lângă Kotel) din regiunea Sliven, în Stara Planina de est din Bulgaria (atunci în provincia Rumelia Orientală, parte din Imperiul Otoman).
Mama sa, Maria, născută Terpanska, era nepoată a  renumitului patriot bulgar, erou al luptei pentru eliberarea Bulgariei de sub jugul otoman, Gheorghi Rakovski (1821 - 1867), care s-a născut tot la Kotel și a murit în exil la București. 
Acesta la rândul sau era un nepot al lui Gheorghi Mamarcev, alt cunoscut militant naționalist care a luptat în 1834 împotriva turcilor, înrolat fiind în armata rusă. Tatăl lui Rakovski, Gheorghi Stancev, care și el era înrudit cu eroii Mamarcev și Gheorghi Sava Rakovski, s-a căsătorit cu ruda sa Maria Terpanska, având o dispensă în acest scop  de la patriarhia ortodoxă din Constantinopol. Gheorghi Stancev era un comerciant și fermier bine situat, pe plan politic susținător al Partidului Democrat Bulgar, de centru-dreapta. Din copilărie, mai precis de la vârsta de 5 ani, din zilele războiului ruso-turc, desfășurat pe teritoriul Bulgariei, Krăstio Stancev a devenit admirator al Rusiei, principala susținătoare a luptei de eliberare națională a poporului bulgar. În acea perioadă, conform relatărilor autobiografice, a avut ocazia de a-l vedea pe generalul veteran  Eduard Ivanovici Totleben (1818-1884), unul dintre participanții la războiul din Crimeea și dintre artizanii victoriei din 1877 asupra turcilor în Bulgaria, la Plevna (Pleven).
În 1880 familia Stancev s-a mutat, pentru o vreme, în moșiile pe care le deținea în Dobrogea, regiune de curând anexată la România, la Gherengic, azi Pecineaga lângă Mangalia și, fiind de religie creștin-ortodoxă, a obținut cu ușurință cetățenia română.

## Tânăr militant socialist european
Adolescent fiind, și fără a trezi prin aceasta vreo supărare din partea tatălui său, Krăstio a adoptat numele de familie al ilustrului unchi Rakovski. 
Studiile liceale tânărul Krăstio Rakovski le-a făcut în noul regat liber bulgar, la Varna  și Gabrovo. Nonconformist, a fost în două rânduri - în 1886  și în 1890 - eliminat din școală din cauza amestecului său în tulburări și activități revoluționare. Sub influența lui Evtim Dabev (1864-1946), a fost câștigat în 1889 de ideile marxiste și a colaborat cu Dabev la traducerea și editarea în Bulgaria a unor lucrări ale lui Karl Marx și Friedrich Engels. La 17 ani, împreună cu Sava Balabanov, cu care va colabora mai târziu și în Elveția, a publicat un jurnal marxist clandestin numit „Zerkalo” („Oglinda”). 
În 1890 a plecat să studieze medicina, mai întâi la Geneva, unde s-a alăturat cercurilor socialiste din oraș. Acolo i-a cunoscut pe fondatorul social-democrației marxiste ruse, Gheorghi Plehanov, și pe Rosa Luxemburg. A fost membru al „grupării geneveze” a mișcării social-democrate bulgare și al Partidului Social-Democrat Muncitoresc Bulgar și orientarea sa politică se situa în opoziție cu grupul marxist mai radical din patrie condus de Dimităr Blagoev. În timpul șederii sale la Geneva a scris la publicații  socialiste bulgare Soțial-Demokrat, Deni (Ziua), Rabotnik” (Muncitorul) și Drugar.
În 1893, la congresul Internaționalei a II-a socialiste ținut la Zürich, unde i-a reprezentat pe social-democrații bulgari, l-a cunoscut pe însuși Friedrich Engels.   
Din 1893 și-a continuat studiile la Berlin, unde l-a cunoscut pe liderul social-democrat Wilhelm Liebknecht. În capitala Germaniei, unde a colaborat la publicația socialistă  „Vorwärts” („Înainte”), a avut probleme cu autoritățile din cauza activității sale politice, fiind nevoit să plece și să-și continue studiile de medicină la Zürich, la Nancy și Montpellier, unde în 1897 și-a luat diploma de medic cu o lucrare de disertație în psihiatrie, mai precis psihiatrie socială, în spiritul epocii: Cauzele criminalității și ale degenerării. A publicat articole în franceză în gazete de stânga, ca La Jeunesse Socialiste și La Petite République.
Într-un eseu "Rusia în Orient" (Russiya na Istok) (1897)  Rakovski a denunțat politica externă țaristă, inclusiv arbitrariul anexării Basarabiei la Imperiul Rus. După terminarea studiilor în Franța, Rakovski, recent căsătorit în 1898 cu militanta Elizaveta Pavlovna Riabova, și-a satisfăcut serviciul militar în armata română ca medic militar cu gradul de locotenent în regimentul nr. 9 de cavalerie postat la Constanța. Apoi a plecat cu soția la Sankt Petersburg. A fost însă expulzat de acolo curând și s-a reîntors în Franța. Între 1900-1902 a putut domicilia din nou în capitala Rusiei. În acea perioadă, în 1901, soția i-a murit din cauza unei complicații în timpul nașterii copilului lor.
Anii 1902-1904 i-a petrecut din nou în Franța și în Balcani, unde Jean Jaurès îl trimite în calitate de corespondent al ziarului său, „L'Humanité”. Un timp a lucrat ca medic în localitatea Beaulieu, Haute- Loire. Încercările lui Rakovski din această perioadă de a obține cetățenia franceză au eșuat.
În 1903 în timpul Congresului al II lea și al scindării social-democrației ruse în două curente, bolșevic și menșevic, a adoptat, ca și Gorki, iar mai târziu Troțki, o poziție de mijloc, încercând să reconcilieze cele două tabere adverse. Din 1919 a aderat definitiv la mișcarea comunistă.
În Rusia, sub pseudonimul Insarov a contribuit cu articole la ziarele „Iskra” și „Pravda”.

## În conducerea mișcării socialiste din România
După ce la moartea tatălui său în 1903 s-a stabilit pe proprietățile moștenite de la acesta în Dobrogea, în România, dr. Rakovski a lucrat acolo un timp ca medic, în 1913 găzduindu-l lângă Mangalia pe Lev Troțki, (atunci corespondent al ziarului „Kievskaia Mîsl”), al cărui admirator a devenit pentru toată viața.
Între anii 1905-1917 Rakovski a deținut un rol de vârf în mișcarea social-democrată română, alături de veteranul Constantin Dobrogeanu Gherea. Cu toate că C. Dobrogeanu Gherea era recunoscut drept cel mai de seamă teoretician al socialismului românesc, analizele lui Racovski cu privire la problemele critice care confruntau social-democrația românească, de la agrarianism la autodeterminare națională se ridicau la același nivel de originalitate și complexitate ca și ale lucrărilor colegului său mai în vârstă. Fiind om înstărit, a contribuit material și moral la organizarea unor sindicate muncitorești, a sprijinit primele mișcări greviste ale muncitorilor români de la începutul secolului al XX-lea. În  martie 1905 a înființat din fonduri personale gazeta „România muncitoare”. În mai 1905 Rakovski s-a aflat printre organizatorii unei întruniri de protest la aniversarea a 100 de ani de la anexarea înfierată ca abuzivă a Basarabiei de către Rusia țaristă. În perioada Războiului ruso-japonez, de asemenea a criticat cu asprime politica Imperiului Rus.
În vara lui 1905, când marinarii răsculați de pe crucișătorul Potiomkin s-au refugiat în portul Constanța, Rakovski a depus eforturi pentru a le lua apărarea și a le face cunoscută în lume situația, cerând guvernului român să le acorde azil politic și căutând să procure personal unora dintre ei ajutoare și locuri de muncă.  
La începutul anului 1907 a izbucnit răscoala țărănească, dirijată la început împotriva arendașilor evrei, dar extinsă apoi și contra marilor moșieri și înăbușită în cele din urmă în sânge de noul guvern dominat de Partidul Liberal. Rakovski a condamnat vehement în ziarul său represiunea și a făcut apel la soldați să nu tragă în țăranii revoltați, ba chiar să li se alăture.
Ca reacție la activitatea sa de opoziție, autoritățile române au decis să-i retragă cetățenia și să-l expulzeze, sub pretextul originii sale bulgare. Acțiunea a avut loc în timp ce Rakovski participa în Germania la un congres al Internaționalei Socialiste ținut la Stuttgart.
În 1910, în jurul jurnalului „România muncitoare” s-a cristalizat noul Partid Social-Democrat Român în locul celui Social Democrat Muncitoresc existent între 1893-1899, din care ieșiseră adepții politicii conciliante față de coroană ("trădarea generoșilor" care au intrat în Partidul Național Liberal etc) . În aceeași perioadă Rakovski, aflat în străinătate, a contribuit, împreună cu Vasil Kolarov, la promovarea proiectului sugerat întâi la Belgrad (1910) al unei Federații Social - Democrate Balcanice reunind partidele social-democrate din România, Bulgaria, Grecia și Serbia. Programul a fost adoptat de o conferință ținută la București în 1915.
În 1909, Rakovski a încercat să intre clandestin în România, dar a fost reexpulzat. Abia în 1912, după o luptă judiciară mediatizată, i s-a restituit cetățenia, la timp, pentru a putea protesta ferm împotriva războaielor balcanice din 1912-1913. 
În anul 1913 s-a căsătorit din nou, cu militanta socialistă română Alexandrina (Adina) Alexandrescu (cunoscută și ca Ileana Pralea), profesoară de matematică, prietenă cu C. Dobrogeanu Gherea și cunoscută a lui I. L Caragiale, și care fusese în trecut soția activistului narodnic basarabean Filip Codreanu. În anii 1912-1913 alături de Ecaterina Arbore, Ion C. Frimu, Mihail Gheorghiu Bujor a ținut lecții la școala de propagandă a Partidului Social Democrat. 
Internaționalist convins, în timpul Primului Război Mondial s-a alăturat curentului social-democrat pacifist, de stânga, care se opunea războiului, a finanțat publicația în limba rusă a acestui curent la Paris, „Nașe slovo” (Cuvântul nostru), și s-a numărat, împreună cu delegații socialiști italieni Oddino Morgari, Giacinto Menotti Serrati și Angelica Balabanoff, printre organizatorii Conferinței de la   Zimmerwald din septembrie 1915, care a condamnat războiul ca imperialist; la acea Conferință, Racovski a susținut crearea unei Republici Federale Balcanice. După ce în 1916 a încercat fără succes să fie ales în Parlamentul de la București, odată cu intrarea României în război, în august 1916, la 23 septembrie în același an  Rakovski a fost  pus în stare de arest sub acuzația de „agent al Germaniei”. Suspiciunea că ar acționa în interesul Germaniei fusese întărită de întâlnirea pe care o avusese la București în 1915 cu renumitul militant social democrat menșevic și om de afaceri rus din exil Parvus (Alexandr Ghelfand), care a fost cunoscut ca având legături cu serviciile secrete ale Germaniei.
Fiind transferat odată cu administrația română pe teritoriul rămas neocupat în Moldova, la 1 mai 1917 a fost eliberat de sovietul local al soldaților ruși staționați atunci în România aliată, la Iași. Eliberarea lui Rakovski s-a făcut fără știrea și aprobarea guvernului rus, care și-a cerut autorităților române scuze pentru incident.

## Președinte al Consiliului Comisarilor Poporului din Ucraina

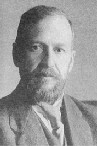
Christian Racovski în 1915

Ajuns la Odessa, Rakovski s-a raliat revoluției bolșevice din octombrie și a devenit membru al Partidului Bolșevic, fiind primit cu entuziasm de Lenin și mal ales de Troțki.
Câțiva social-democrați români radicali au fugit la Odessa în mai și iunie 1917, pentru a scăpa de arestarea de către autoritățile române și au ajuns sub influența directă a revoluției din Rusia. Cristian Racovski și câțiva adepți români ai lui au înființat un Comitet român de acțiune social-democrată, în scopul revitalizării partidului și al organizării unei revoluții în România după modelul rusesc. Aceștia au desfășurat o susținută campanie de propagandă, cerând răsturnarea "țarismului românesc", ca o premisă necesară pentru instalarea unui guvern democratic și înfăptuirea reformei agrare.După victoria revoluției comuniste ruse, în speranța extinderii ei în zona balcanică și a împiedicării cuceririi și controlării Basarabiei de către armata guvernului "burghezo-moșieresc" al României, la începutul anului 1918, ca membru în conducerea RUMCEROD-ului , în care V. G. Ludovski era președinte (Comitetul Executiv Central al Sovietelor Frontului Românesc, al Flotei Mării Negre și al regiunii Odessa - care la sfârșitul anului 1917 trecuse sub controlul bolșevicilor) cu sediul la Odessa, Rakovski a luat parte la organizarea unei încercări de puci comunist la Iași contra regelui Ferdinand I al României și a unor acțiuni  militare ale unor unități revoluționare bolșevice (formate, între altele, din foști prizonieri și dezertori din rândurile armatei române) contra României. <<La Odessa, RUMCEROD a început să facă arestări printre românii refugiați, amenințându-i cu deportarea sau execuția. Pentru a-i salva pe ostaticii români luați la instigarea lui Rakovski, noul prim-ministru al României, generalul Alexandru Averescu a semnat un acord cu RUMCEROD la 5 martie, confirmat la 9 martie  1918, interpretat de partea sovietică drept un angajament de retragere a trupelor române intrate în Basarabia, în decurs de două luni. Acest acord a fost invocat de sovietici ca un  argument în favoarea recunoașterii apartenenței Basarabiei la URSS și a fost considerat de I. G. Duca o gravă eroare a lui Averescu. (I. G. Duca s-a exprimat: "o nenorocită greșeală"). În fapt, acordul cuprinde „o greșeală de redactare datorată grabei” (Frederic Nanu, în 1933), în sensul că Averescu acceptase cererile RUMCEROD-ului pentru a-i salva pe ostatici, cu excepția cererii privind retragerea trupelor române din Basarabia, dovadă că în telegrama trimisă generalului Ernest Broșteanu, (comandantul trupelor române din Basarabia), Averescu preciza că „linia noastră de demarcație, dincolo de care nici măcar patrulele nu vor trece, va fi malul drept al Nistrului”.>> Prin această frază, Averescu refuzase de fapt retragerea trupelor române din Basarabia. Ostilitățile au încetat definitiv ca urmare a unei  ofensive a trupelor germane care au ajuns curând să ocupe Odessa. Astfel, afirmația că fusese semnat un acord pentru retragerea trupelor române din Basarabia este considerată de către Mircea Mușat & Ion Ardeleanu, istoric inexactă. De fapt, negocierile prin schimbul de note, în condițiile în care trupele germane au ajuns în fața Odessei, la 10 km, fuseseră întrerupte.Acordul Averescu-Racovski n-a fost niciodată ratificat, din acest acord s-a aplicat numai clauza armistițiului  care consta în abținerea României de la orice act direct sau indirect de ostilitate contra Rusiei Sovietice; acordul prezintă nulitate "de iure" (de drept) și de fapt. Trebuie totuși menționat că în privința asumării reale, în 1918, a evacuării trupelor române din Basarabia există o dispută nerezolvată de istorici.
În Ucraina, Rakovski a deținut importante funcții oficiale ale aparatului administrativ bolșevic: membru în conducerea Partidului Comunist Ucrainean, președinte al CEKA (poliția politică) din Ucraina etc. și în trei rânduri funcția de prim-ministru.  
În timpul șederii la Odessa, potrivit multor mărturii (C. Argetoianu ș.a.), Rakovski a luat măsuri de prigonire și de confiscare a bunurilor față de refugiații civili români aflați acolo. În cele din urmă, prin tratatul de pace de la Brest-Litovsk, Rusia Sovietică a pierdut temporar controlul asupra Ucrainei.
Pentru o foarte scurtă  vreme, între 17 noiembrie - 28 noiembrie 1918 dr. Rakovski a fost cel dintâi premier al părții Ucrainei aflate sub control bolșevic -  președinte al așa numitului  Guvern Provizoriu al Muncitorilor și Țăranilor.
Pentru o vreme, Rakovski a făcut parte din conducerea celei de a treia Internaționale comuniste, fiind unul dintre membrii  întemeietori ai Cominternului, înființat în martie 1919. I s-a încredințat responsabilitatea  biroului Cominternului din Ucraina.
În 1919, când bolșevicii au revenit la putere în Ucraina, Rakovski a fost numit pentru câteva luni, (29 ianuarie 1919 - 17 decembrie 1919) în funcția de președinte al Consiliului Comisarilor Poporului al Ucrainei sovietice. În această calitate a încercat fără succes să stabilească o legătură strategică cu Republica Ungară a Sfaturilor, condusă de Béla Kun, apoi a aplicat o politică dură de rechiziționare a produselor agricole, care i-a înstrăinat majoritatea țărănimii ucrainene. În a treia sa perioadă, mai lungă, de guvernare ca președinte al guvernului comunist din Ucraina și ministru de externe al Ucrainei, între 19 februarie 1920 - 15 iulie 1923, Rakovski a încercat, cu aprobarea lui Lenin, să aplice o politică mai conciliantă față de aspirațiile naționale și economice ale ucrainenilor. A început să susțină „ucrainizarea” - dând prioritate folosirii limbii ucrainene în locul celei ruse, a cooptat în partidul comunist pe „Borotbiști” („Luptători”), fracțiune comunistă autonomistă, naționalistă, înființată de militanți  din stânga Partidului Socialist Revoluționar ucrainean, a încurajat comerțul exterior separat al Ucrainei cu alte state, permițând încheierea de acorduri comerciale cu acestea etc.
În acest timp, regimul comunist, prin loviturile date de unitățile lui Mihail Frunze gărzilor albe, naționaliste (forțele Directoratului) și mahnoviste a reușit să-și reimpună controlul în toată Ucraina de est și centrală.
În anul 1922 Rakovski a participat la dezbaterile care au dus la întemeierea URSS- Uniunea Republicilor Socialiste Sovietice, ținând mai mult partea autonomiștilor conduși de liderii comuniști din Georgia, contra centraliștilor reprezentați de I. V. Stalin, Troțki,Lev Kamenev și Grigori Zinoviev. La inițiativa lui, Uniunea Sovietică a fost dotată și cu o cameră de deputați suplimentară, numită Sovietul Naționalităților. Rakovski considera că mai puțin prin internaționalism și mai mult prin asigurarea  unei mai mari autodeterminări a popoarelor din componența URSS ideea revoluției comuniste va putea să fie încă atractivă pentru alte popoare ca de pildă cele din Balcani.
Păstrând încă cetățenia română, dr. Rakovski a continuat, ca unul din liderii Cominternului, să fie implicat în mișcarea socialistă de stânga din România.
Foarte ostili regimului și ideii "României Mari", Rakovski și Zinoviev nu au văzut cu ochi buni poziția patriotică în favoarea României Mari a unora din militanții  socialiști ca Ioan Flueraș, Iosif Jumanca, Constantin Popovici, Leon Ghelerter și cu ocazia aderării Partidului Socialist din România la Comintern au cerut și obținut excluderea acestora din partid. Rakovski a coordonat numeroase sabotaje împotriva României avându-l ca executant pe cunoscutul terorist Pavel Tkacenko. Rakovski însuși a fost dat în judecată în 1921 de o Curte Marțială română pentru „crime contra securității statului” și în 1924 a fost condamnat la moarte în contumacie, măsură care era și un răspuns la condamnarea la moarte în contumacie de către un tribunal din URSS a liderului român basarabean Ioan Inculeț. În iulie 1923, tot mai izolat în sânul conducerii comuniste ucrainene, Rakovski este înlocuit în fruntea guvernului Ucrainei sovietice cu un nativ ucrainean, Vlas Ciubar. După îmbolnăvirea și apoi moartea lui Lenin, devenind un membru al taberei așa zisei „opoziții de stânga” conduse de Troțki față de steaua ascendentă a lui Stalin, noul secretar general  al Partidului Comunist unional începând din 1922, Rakovski, se vede tot mai mult ocupat în misiuni diplomatice.

## Activitatea ca diplomat sovietic
Pentru Rakovski, negocierile cu Republica de la Weimar, pe care le-a purtat la Berlin, împreună cu Adolf Ioffe, au fost un remarcabil succes. În 1922 a obținut semnarea tratatului de la Rapallo cu Germania, care a permis Rusiei Sovietice, respectiv recent înființatei Uniuni  Sovietice, ieșirea din izolare.
În același an a mai participat la Conferința de la Genova și la cea  de la  Lausanne. La întoarcerea de la Genova, el și ministrul de externe sovietic Cicerin ar fi fost obiectul unui plan de atentat din partea unui militant socialist-revoluționar, Boris Savinkov.
Anii 1923 - 1925 l-au găsit la Londra, unde, însoțit de soție și de fiica vitregă adoptată, Elena Codreanu, a venit ca însărcinat de afaceri la legația  U.R.S.S. și a dus negocieri cu guvernul britanic. La 8 august 1924 a ajuns la semnarea unui acord comercial cu guvernul laburist condus de Ramsay MacDonald. Acordul până la urmă a fost anulat de noul cabinet conservator care a ajuns la putere, între altele, și datorită difuzării în presa britanică a unei false „scrisori a lui Zinoviev” (confecționată, cum s-a dovedit ulterior, de către serviciile secrete ale regatului), prin care comuniștii britanici ar fi fost instigați la agitație în sânul armatei.
Tratativele duse de Rakovski și Krasin la Paris au avut mai mare succes și la 28 octombrie1924 Franța a recunoscut Uniunea Sovietică și a stabilit cu aceasta relații diplomatice. După plecarea la Londra a lui Leonid Krasin, dr. Cristian Rakovski a devenit al doilea ambasador al Uniunii Sovietice  la Paris, între octombrie 1924-octombrie 1927. Ceremonia de prezentare a scrisorilor de acreditare în fața președintelui Gaston Doumergue a fost amânată cu 50 de zile din cauza refuzului lui Rakovski de a accepta hotărârea franceză de a nu se intona imnul de stat al Uniunii Sovietice care era în vremea aceea cântecul revoluționar Internaționala. În cele din urmă autoritățile franceze au consimțit ca o formație de goarne să îngâne o melodie oarecum asemănătoare cu problematicul imn.
Confruntat cu cererile creditorilor Rusiei și cu ostilitatea din multe cercuri politice față de persoana sa (Briand, Poincaré  etc.) și regimul pe care îl reprezenta , Rakovski a avut numeroase dificultăți în misiunea sa. În Franța i-a cunoscut pe ziaristul ex-comunist și critic al  stalinismului Boris Souvarine, precum și pe scriitorul româno-francez Panait Istrati care îi urmărise cu interes activitatea încă în România. De asemenea a avut relații calde cu Marcel Pauker, un militant comunist român, ulterior sotul Anei Pauker, apropiat și el de Troțki.
Semnând în 1927  o declarație considerată în Franța ca „neprietenoasă” , a „opoziției de stânga” sovietice conduse de Troțki, în care se reafirma  sprijinul pentru lupta violentă a proletariatului în țările capitaliste, Rakovski s-a văzut declarat persona non grata în octombrie 1927 și nevoit să părăsească solul francez. Ar fi urmat să fie numit în schimb ambasador în Japonia. Însă nu a fost așa, fiindcă asocierea lui cu „opoziția de stânga” îl făcea persoană nedorită și în Țara Sovietelor.

## Din „Persona non grata”  - „dușman al poporului”. Exilul intern
Racovski s-a întors în URSS acompaniat de vechiul său admirator, Panait Istrati, care avea de gând să scrie mai pe larg  despre experiența tânărului stat sovietic. După ce încă în Franța aprobase conținutul cărții lui Max Eastman "De când a murit Lenin", critic față de cursul luat de politica sovietică sub conducerea lui Stalin, Racovski nu și-a ascuns nemulțumirea nici după întoarcerea la Moscova în toamna  lui 1927. La Congresul al XV-lea al PCUS scurta lui cuvântare a fost întreruptă de 54 ori de adversarii din taberele diverse - Buharin, Martemian Riutin si Kaganovici. Deși denunțat deja ca „dușman al poporului”  i s-a mai permis încă să se exprime în public și să cuvânteze în câteva împrejurări, cu naivitate, asupra „socialismului  birocratic” reprezentat în ochii săi de politica lui Stalin . Încercând să înjghebeze o opoziție mai puternică împreună cu Kamenev, bucurându-se temporar și de colaborarea  lui Nikolai Krestinski, a parcurs, însoțit  de Iuri Koțiubinski  mai multe orașe ale Ucrainei , de la Kiev și Odessa până în Zaporojie, organizând mitinguri și răspândind manifeste.  Pretutindeni fu huiduit, iar partizanii săi bătuți de miliție. După ce a aflat de sinuciderea lui Adolf Ioffe, a lăsat campania politică din Ucraina pe seama lui Voja Vujovic și s-a întors la Moscova. În urma înfrângerii „Opoziției de stânga” din care făcea parte, în  noiembrie-decembrie 1927, Racovski a fost exclus din  conducerea Cominternului, apoi din Comitetul Central al  PCUS (27 noiembrie 1927) și, în  cele din urmă, în anul 1928, a fost scos cu totul din rândurile partidului comunist. De data aceasta a fost și surghiunit, mai întâi la Astrahan, apoi la Saratov și, după un timp, la Barnaul. La Astrahan, a fost angajat de Comitetul Regional de Planificare economică, "Gubplan", s-a ocupat de scrierea unui eseu despre sursele socialismului  utopic și gândirea contelui de Saint Simon. I-a întâlnit pe scriitorii simpatizanți Nikos Kazantzakis și pe Panait Istrati, care erau consternați de măsurile luate contra sa. A continuat să corespondeze cu Troțki și să-și exprime neîncrederea în sinceritatea noilor măsuri "de stânga" luate de Stalin. Din toate scrierile sale din această perioadă, confiscate de serviciile de securitate, a supraviețuit cea intitulată "Pericolele profesionale ale puterii", scrisă la Astrahan, în care denunța falimentul moral al aparatului de partid comunist în URSS.
În urma deteriorării stării sale de sănătate și ca urmare a scrisorilor lui Krestinski către secretarul CC al PCUS, Kaganovici si Racovski, a primit permisiunea să se mute de la Astrahan la Saratov. Louis Fischer, care l-a vizitat acolo, a fost impresionat de consecvența cu care  Racovski continua să i se împotrivească lui Stalin, spre deosebire de camarazi - ca de pildă Karl Radek, Evgheni Preobrajenski, Aleksandr Beloborodov sau Ivar Smilga. La 4 octombrie 1929 Racovski a dat (împreună cu Muralov, Kosior, Kasparova, Okudjava, Țințadze, și alții) o nouă declarație a unei așa zise opoziții leniniste, publicată două zile mai târziu într-un Buletin al opoziției, asociat cu o scrisoare de solidaritate a lui Troțki. În urma  acestui act autoritățile l-au exilat și mai departe, de data aceasta la Barnaul. După expulzarea din țară a lui Troțki în 1929, Racovski a trimis în aprilie 1930 conducerii P.C.U.S. o nouă scrisoare, semnată și de Vladimir Kostior, Nikolai Muralov și de Varia Kasparova, în care cerea restaurarea libertăților cetățenești, reîntoarcerea lui Troțki, reducerea aparatului de partid și oprirea colectivizării forțate.
Între 1930-1933 se știu puține detalii despre viața lui Racovski. Și prietenii săi erau îngrijorați din pricina zvonurilor despre starea rea a sănătății sale, despre o încercare a sa de a fugi și rănirea sa cu acest prilej, precum și despre o exilare a sa în Iacuția. Troțki a scris simpatizanților săi din Franța, matematicianului Jean Van Heijenoort și activistului Pierre Frank, rugându-i să intervină în favoarea lui. Aceștia  intenționaseră să intervină pe lângă scriitorul Maxim Gorki; numai că acesta era el însuși deprimat și strict supravegheat, iar singurul cu care reușiră să vorbească a fost fiul scriitorului, Maxim Peșkov. După ce în iulie 1932 lui  Racovski i se aprobase un concediu medical, în anul următor (1933) circulau zvonuri că ar fi decedat.

## „Autocritica” și procesul înscenat contra sa
Racovski a fost unul dintre ultimii activiști troțkiști din URSS care au consimțit să renege legătura cu Troțki și să -și facă „autocritica”. Îngrijorat de venirea lui Hitler la putere în Germania, Racovski s-a lăsat convins de Stalin să se supună conducerii partidului, anunțând aceasta printr-o telegramă publicată în ziarul Izvestia la 23 februarie 1934. Racovski  și-a „recunoscut greșelile” iar scrisoarea sa „Nu există milă”, așa cum apăruse în  „Pravda” în aprilie 1934, îl descria pe Troțki și pe adepții săi în termenii de curând inventați de  propaganda stalinistă, de  „agenți ai Gestapoului german”, demni de pedepsele cele mai aspre. Troțki, în exil, nu i-a luat-o, totuși, în nume de rău, înțelegând circumstanțele. Aparent reabilitat, reprimit în partid, lui Racovski i s-a îngăduit să revină la Moscova unde a fost primit de Kaganovici. A fost numit într-un post înalt (responsabil al secției științifice) la Comisariatul Poporului pentru Sănătate, iar  ulterior a fost trimis ca delegat al Crucii Roșii sovietice în Japonia.  
În anul 1936 a fost din nou exclus din partid, iar  la 27 ianuarie 1937 Racovski a fost arestat în cadrul „Marii Epurări”, ca unul dintre numeroșii comuniști „suspectați” de asasinarea lui Serghei Kirov, care de fapt fusese lichidat în 1934 de oamenii lui Stalin însuși. Troțki a povestit, după informațiile de care dispunea, că l-au silit să aștepte 18 ore în timpul percheziției, fără mâncare și odihnă. Deși aflat printre cei mai bătrâni dintre arestați, având vârsta de 65 ani, timp de opt luni a refuzat să mărturisească în fața anchetatorilor N.K.V.D.ului, ceea ce constituia un record. În zilele de 2-13 martie 1938, în cadrul celei de-a treia runde de procese-spectacol, cunoscută ca procesul celor 21, sau al „blocului troțkist de dreapta”, Racovski a fost adus în fața tribunalului (prezidat de V.V. Ulrih), alături de Buharin, Rîkov, Iagoda, Krestinski și alți veterani și ex-conducători bolșevici, precum și un grup de medici, și acuzat de un șir lung de crime, între care de a fi conspirat cu Troțki pentru a-l lichida pe Stalin, de a fi spionat în favoarea Marii Britanii și a Japoniei, de a fi fost moșier, de a fi vrut să înșele partidul cu renegarea troțkismului în 1934 etc. etc. Interogat de faimosul procuror al statului Andrei Vîșinski, el a semnat până la urmă mărturisirea tuturor crimelor imputate. S-a încăpățânat încă să susțină că bunurile pe care le-a posedat le-a folosit în interesul cauzei socialiste și că, în tinerețe, a fost un sincer luptător pentru emanciparea muncitorilor, înainte de a deveni în anii din urmă un criminal contrarevoluționar. A explicat că nu a tărăgănat mai mult  mărturisirea, datorită dorinței de a fi solidar cu efortul combaterii agresorilor care interveniseră recent în China și în Spania. Spre deosebire de alți colegi ai săi, în ziua verdictului din 13 martie 1938 Racovski a beneficiat de o anumită "clemență" și nu a fost condamnat la moarte și executat de îndată, ci a primit pedeapsa de 20 ani de muncă silnică. A fost trimis in Karlag (lagăr de concentrare la Karaganda, în Kazahstan), de unde în 1940 a fost transferat la închisoarea din Oriol.
După invadarea U.R.S.S. de către Germania, Rakovski a fost împușcat în pădurea Medvedvski lângă Oriol, la 11 septembrie 1941, din ordinul direct al lui Beria, conform dorinței lui Stalin, alături de alți 156 deținuți politici, între care Olga Kameneva, Maria Spiridonova (fostă lideră socialist-revoluționară), Bessonov și dr. Pletniov, dintre cei care fuseseră judecați împreună cu el în  1937-1938. Acesta a fost unul din numeroasele masacre de deținuți politici înfăptuite în anul 1941 de către organele Comisariatului pentru Afacerile Interne al URSS: NKVD. Prin aceasta se crede că Stalin se voia eliberat de coșmarul posibilității apariției oricărei conduceri alternative din rândurile „trădătorilor”. La 3 octombrie 1941 orașul Oriol a și fost ocupat de trupele Germaniei hitleriste.

## Reabilitarea postumă
A doua soție a lui Racovski, Alexandrina Alexandrescu, a fost și ea arestată și deținută în U.R.S.S. în închisoarea Butîrka unde a suferit de o boală de inimă. Fiica lui adoptivă, Elena Codreanu-Racovski, a fost și ea o victimă a terorii staliniste: a fost demisă de la teatrul Mossoviet unde lucra și deportată in Siberia. În anii 1950, după moartea lui Stalin a putut reveni la Moscova, iar în 1975 s-a repatriat in România, unde trăia fratele ei, biologul acad. Radu Codreanu.
Un nepot al lui Racovski, Boris Ștefanov, care fusese încurajat de el să se alăture mișcării socialiste înaintea Primului Război Mondial, a devenit ulterior secretar general al Partidului Comunist Român și a fost, se pare, executat în U.R.S.S. în cursul Marii Terori staliniste, în anul 1940. 
În anii 1930 prietenul și admiratorul lui Racovski, scriitorul Panait Istrati, profund dezamăgit de cele ce a văzut în Uniunea Sovetică, inclusiv de soarta rezervată acolo veteranului lider comunist pe care îl respecta, și-a împărtășit opiniile în scris, fiind atacat pentru aceasta atât de tabăra de extremă dreapta, (Pamfil Șeicaru calificându-l în "Curentul"  drept slugă a lui Racovski), cât și de tabăra comunistă - (Henri Barbusse în Franța, și Alexandru Sahia în patrie, acesta din urmă suspectându-l de a fi fost de asemenea în solda lui Troțki și a lui Racovski).
La 4 februarie 1988, în perioada Glasnost -ului, Rakovski a fost reabilitat alături de alte victime nevinovate ale procesului la care a fost judecat în timpul Marii Terori staliniste. La 21 iunie 1988, împreună cu Buharin, Mihail Cernov și Arkadi Rosengoltz, Rakovski a fost recooptat postum în Partidul Comunist al Uniunii Sovietice, care în curând va înceta de altfel de a mai exista.

## Detalii suplimentare
În cursul vieții sale, Cristian Rakovski a fost un poliglot, bun cunoscător al câtorva limbi europene. În afară de bulgară, a vorbit româna, germana, franceza, rusa și chiar turca. Ca ideolog socialist, la vremea lui a întreținut relații apropiate cu oameni de cultură români ca poeții Ștefan Octavian Iosif și Dimitrie Anghel, care au colaborat la publicații editate de el, iar în perioada răscoalei din 1907 a câștigat simpatia lui Ion Luca Caragiale, ale cărui argumentări din eseul "1907 din primăvară până'n toamnă" le-a influențat.

## „Protocoalele Racovski”
În anul 1950 autorul Don Mauricio Carlavilla a editat  în Spania cartea „Simfonia în roșu major” („Sinfonia en Rojo Mayor”) conținând așa zisele „protocoale Rakovski”  - protocoale imaginare ale unor mărturisiri ale lui Christian Rakovski așa cum ar fi fost găsite de un voluntar spaniol prosovietic  în timpul Operației Barbarossa în Rusia, în casa din Leningrad  a unui defunct medic al NKVD, dr. Iosif Landovski și așa cum ar fi fost notate în niște caiete de un anchetator al NKVD numit Gabriel Kuzmin. Cartea dezvăluie  conspirația imaginară mondială  evreiască - francmasonă, care în tradiția multor  cercuri de extremă dreaptă europene, iar mai recent și islamice,  explică întreaga istorie a lumii din ultimele veacuri. Rakovski „se declară” în această carte ca fiind de origine evreu cu numele adevărat Haim Rakower. Spovedaniile sale arată cum băncile Warburg și Rothschild au finanțat revoluțiile din 1848 în Europa, pe Lenin și pe Hitler. 
Cartea a fost apoi tradusă în germană  și tipărită în această limbă în Argentina, a fost adoptată și de Anthony Sutton, autor britanic adept al teoriilor conspirației mondiale și popularizată în ultimii ani și pe internet.

## Lucrări
- Jos legea meseriilor: ce nu vrem și ce vrem, București, Cercul de Editură Socialistă, 1913;
- Înscrieți-vă în partid: datoria noastră acum și în viitor, București, Cercul de Editură Socialistă, 1915;
- Republica Federativă Balcanică, București, Cercul de Editură Socialistă, 1915.